# La Margherita

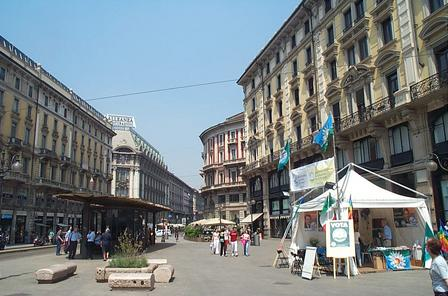
Campagnestand van La Margherita in verkiezingstijd

La Margherita (officieel: Democrazia è Libertà- La Margherita, in het Nederlands: Democratie is Vrijheid - De Margriet) was een Italiaanse politieke partij. Het was een hervormingsgezinde partij in het politieke centrum bestaande uit (voormalige) liberalen en sociaaldemocraten (Democratici van Romano Prodi en Rinnovamento Italiano) enerzijds en christendemocraten (Partito Popolare Italiano) anderzijds. De partijen die in Margherita verenigd waren, waren formeel geen onafhankelijke partijen meer, maar bestonden nog wel als groepen binnen de coalitie. Margherita maakte sinds 2001 deel uit van L'Ulivo (Olijfboom), een coalitie bestaande uit centrum- en centrumlinkse partijen.
Partijvoorzitter was Francesco Rutelli, de vroegere burgemeester van Rome.
La Margherita was pro-Europees. Anders dan de andere partijen binnen L'Ulivo, was Margherita geen lid van de Partij van de Europese Sociaaldemocraten, maar van de nieuwe Europese Democratische Partij. Tot de verkiezingen voor het Europees Parlement in 2004, waren de Democratici lid van de Fractie van de Alliantie van Liberalen en Democraten voor Europa en was de Partito Popolare Italiano lid van de Europese Volkspartij. Om een einde te maken aan deze situatie richtte men na de verkiezingen de Europese Democratische Partij (EDP) op. Hier maken ook andere Europese (liberale en centrum-)partijen deel van uit.
Tot juni/juli 2002 maakte ook de partij UDEUR (Unie van Europese Democraten, Christendemocratisch) deel uit van Margherita. Op 14 oktober 2007 werd La Margherita een van de partijen die zich aansloten bij de nieuw gevormde Democratische Partij.

## Verkiezingsresultaten

### Kamer van Afgevaardigden
| Jaar | coalitie                         | %     | zetels |
| ---- | -------------------------------- | ----- | ------ |
| 2001 | UDEUR—La Margherita              | 14,5  | 80     |
| 2006 | L'Ulivo (La Margherita, DS, MRE) | 31,3% | 220    |

### Senaat
| Jaar | coalitie | %    | zetels |
| ---- | -------- | ---- | ------ |
| 2001 | L'Ulivo  | -    | 43     |
| 2006 | geen     | 10,7 | 39     |

### Partijen die deel uitmaakten vanLa Margherita
- Partito Popolare Italiano (Italiaanse Volkspartij) - Christendemocratisch
- Democratici (Democratisch) - Liberalen/sociaaldemocraten
- Rinnovamento Italiano (Italiaanse Vernieuwing) - Liberalen/sociaaldemocraten
- UDEUR (Europese Democraten) - Christendemocratisch (maakte tot juni/juli 2002 deel uit van Margherita)